# Bédéchan
Bédéchan – miejscowość i gmina we Francji, w regionie Oksytania, w departamencie Gers.
Według danych na rok 1990 gminę zamieszkiwało 107 osób, a gęstość zaludnienia wynosiła 14 osób/km² (wśród 3020 gmin regionu Midi-Pireneje Bédéchan plasuje się na 956. miejscu pod względem liczby ludności, natomiast pod względem powierzchni na miejscu 1276.).